# Fanjakana (Atsimo-Andrefana)
Fanjakana is een plaats en commune in het zuiden van Madagaskar, behorend tot het district Beroroha, dat gelegen is in de regio Atsimo-Andrefana. Tijdens een volkstelling in 2001 telde de plaats 3.685 inwoners.
De plaats biedt alleen lager onderwijs en beperkt middelbaar onderwijs aan. 92% van de bevolking werkt als landbouwer en 6% houdt zich bezig met veeteelt. Het belangrijkste landbouwproduct is rijst; andere belangrijke producten zijn bonen en mais. Verder is 2% actief in de dienstensector.